# Виноградівське газоконденсатне родовище
Виноградівське газоконденсатне родовище — належить до Руденківсько-Пролетарського нафтогазоносного району Східного нафтогазоносного регіону України.

## Опис
Розташоване в Дніпропетровській області на відстані 13 км від смт Перещепине.
Знаходиться в південній прибортовій зоні Дніпровсько-Донецької западини в межах Зачепилівсько-Левенцівського структурного валу.
Структура виявлена в 1965 р. і являє собою видовжену східна перикліналь Кременівського підняття. Вона простягається на 10 м з північного заходу на південний схід. До складу структури входять два безкореневих склепіння, розташованих на різних стратиграфічних рівнях. Це — північно-західна структура розмірами 2,0х1,3 м і амплітудою 60 м та півд.-сх.
Структура розмірами 3,5х2,0 м, амплітудою 100 м. Перший промисл. приплив газу отримано з відкладів верхнього візе з інт. 2525—2537 м у 1971 р.
Поклади пластові, тектонічно екрановані та літологічно обмежені. Колектори — пісковики.
Експлуатується з 1976 р. Режим покладів газовий та пружноводонапірний. Запаси початкові видобувні категорій А+В+С1: газу — 713 млн. м³; конденсату — 32 тис. т.